# L'Évadé d'Alcatraz (livre)
 (novembre 2022).
Si vous disposez d'ouvrages ou d'articles de référence ou si vous connaissez des sites web de qualité traitant du thème abordé ici, merci de compléter l'article en donnant les références utiles à sa vérifiabilité et en les liant à la section « Notes et références ».
Pour les articles homonymes, voir L'Évadé d'Alcatraz.
Echappé d'Alcatraz (titre original : Escape from Alcatraz) est un livre documentaire paru en 1963 et écrit par J. Campbell Bruce, sur l'histoire du pénitencier fédéral d'Alcatraz et plus particulièrement les tentatives d'évasions des prisonniers. Le livre a été enrichi en 1976 puis en 2005.
Entre autres, ce livre traite de l'évasion en 1962 de Frank Morris et des frères John et Clarence Anglin. Sur ce sujet, le livre est adapté au cinéma en 1979, également sous le titre L'Évadé d'Alcatraz.

## Dernière édition
- Paperback, Ten Speed Press, 2005.  (ISBN 1-58008-678-0)